# بخش مرکزی شهرستان زرآباد
بخش مرکزی، یکی از بخش‌های شهرستان زرآباد استان سیستان و بلوچستان ایران است. مرکز این بخش، شهر زرآباد است.

## تقسیمات کشوری
- بخش مرکزی شهرستان زرآباد
  - دهستان زرآباد شرقی
  - دهستان اسماعیل‌چات

شهر: زرآباد

## جمعیت
بر پایه سرشماری عمومی نفوس و مسکن در سال ۱۳۹۵، جمعیت بخش مرکزی شهرستان زرآباد برابر با ۱۱٬۳۶۱ نفر بوده است.